# Високовольтна лінія постійного струму Волгоград—Донбас

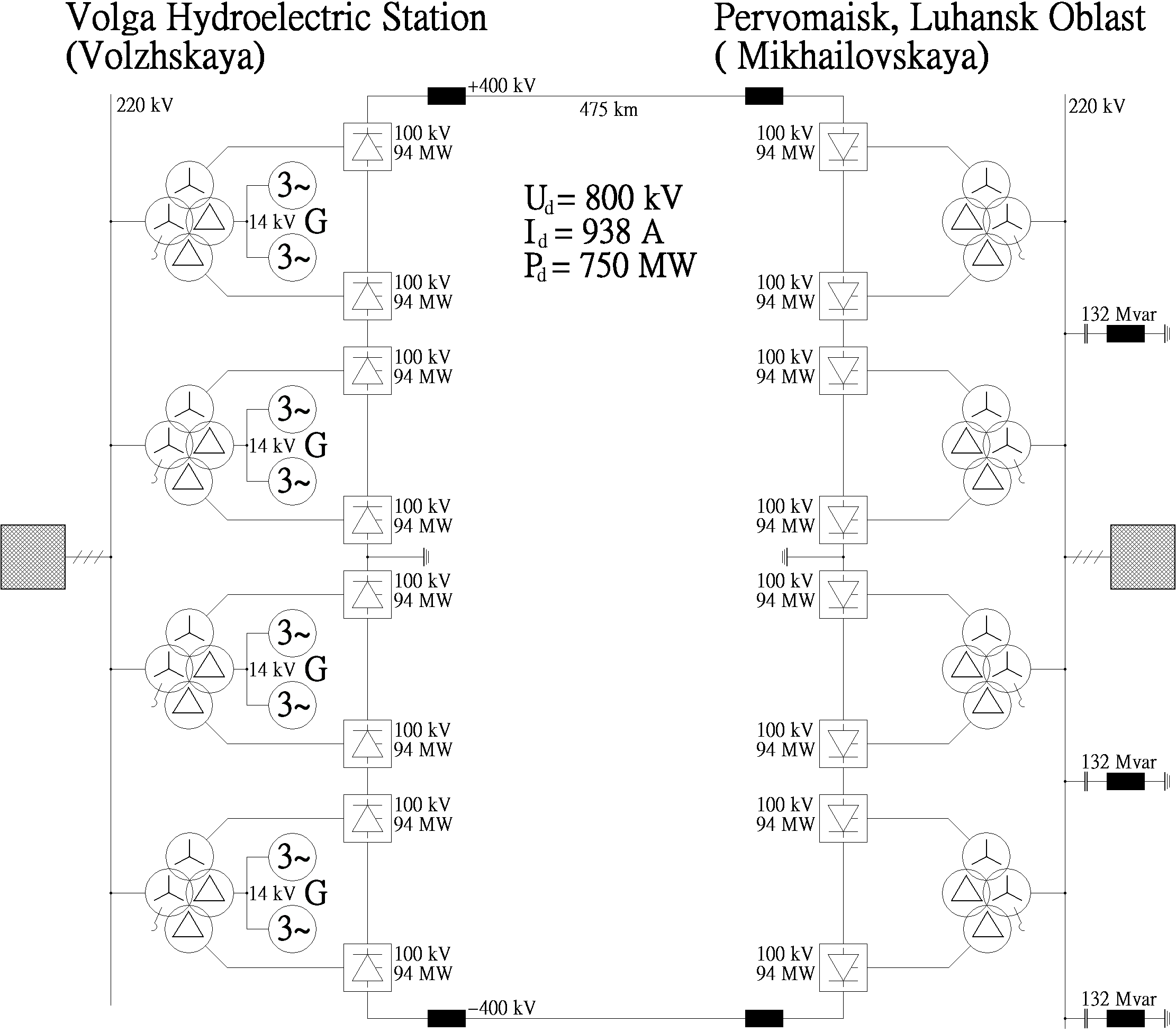
Високовольтна лінія постійного струму Волгоград-Донбас

Track of HVDC Volgograd-Donbass

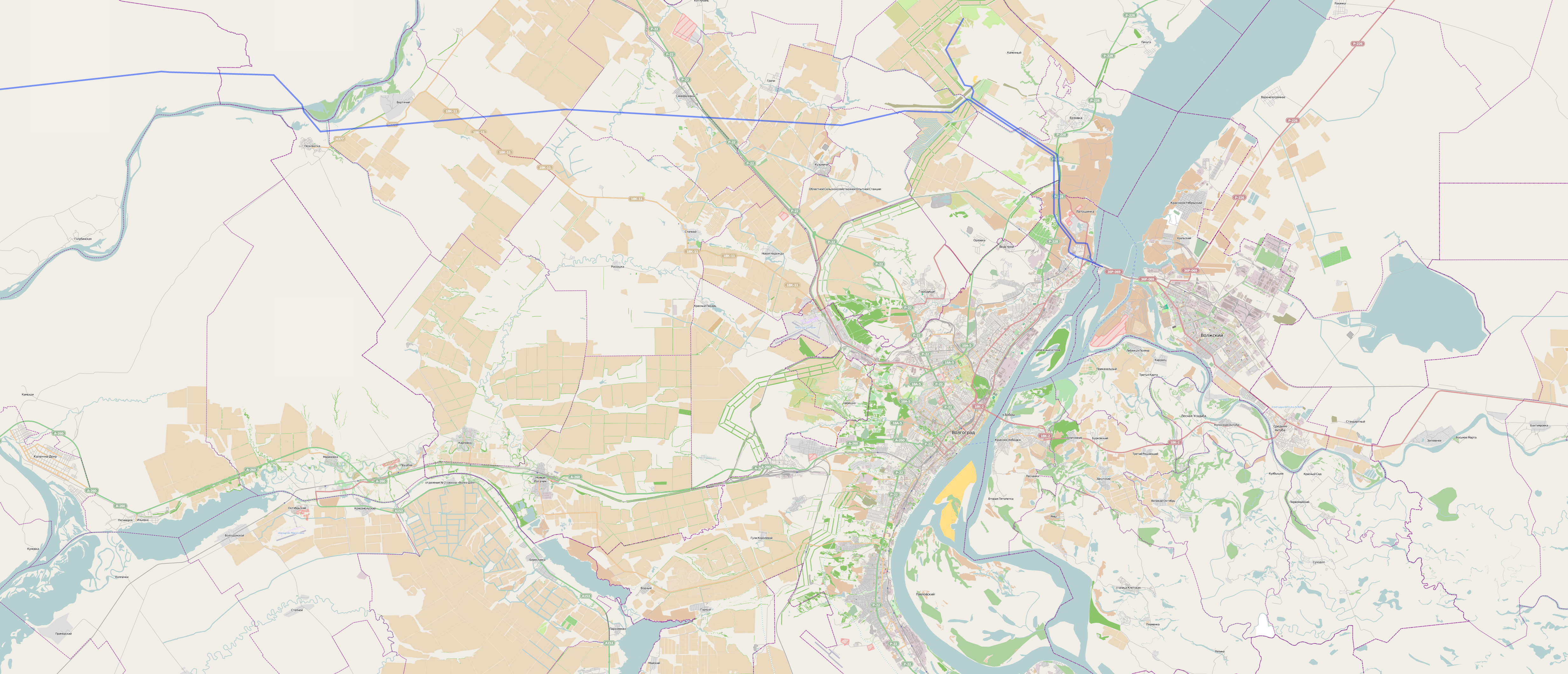
Track of HVDC Volgograd-Donbass in Volgograd area

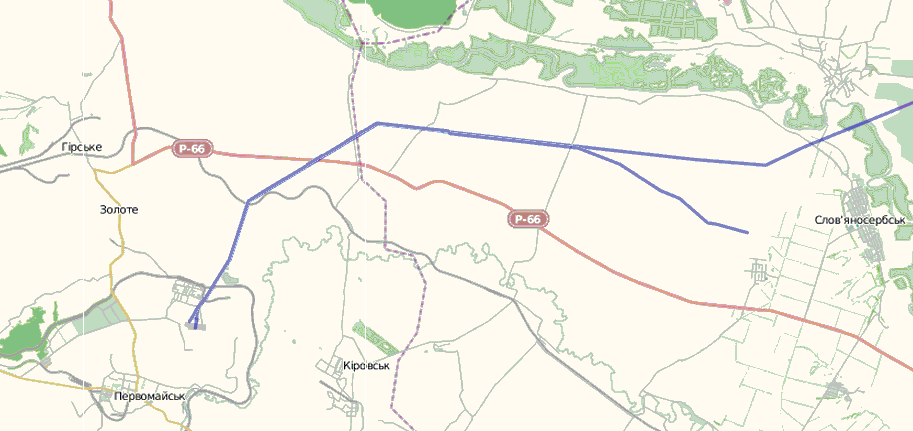
Track of HVDC Volgograd-Donbass near Mikhailkovkaya Static Inverter Plant. The electrode line starts at Mikhailkovkaya Static Inverter Plant west of the main line, runs paralell to it, undercrosses it at 48 ° 44'1 «N 38 ° 43'26» E and ends west of Slovyanoserbsk.

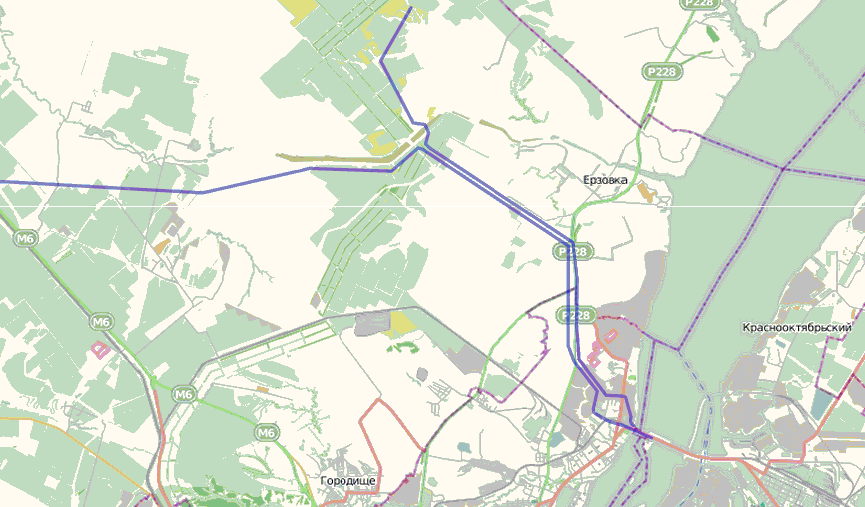
Track of HVDC Volgograd-Donbass near Volgograd. The electrode line runs eastly of the main line and ends just below the top of the map.

Високовольтна лінія постійного струму Волгоград—Донбас — біполярна лінія довжиною 475 кілометрів і напругою 800 кВ (між полюсами, або +400 і −400 кВ відносно землі), що передає електроенергію від Волзької ГЕС до Донбасу і навпаки. Лінія Волгоград-Донбас — друга HVDC-схема після лінії Москва-Кашира (див. Проект «Ельба»), побудована в Радянському Союзі, може передавати до 750 МВт електроенергії. Станом на 2015 рік лінія перебуває в поганому стані і працює на напрузі 400 кВ.
Станом на грудень 2014 лінія для передачі електроенергії не використовувалася. У березні 2015 року планувалося виведення лінії з експлуатації з подальшим демонтажем. На Волзькій ГЕС перетворювальне обладнання демонтовано. Аж до липня 2014 (до початку війни на сході України) лінія перебувала під охоронною напругою 220кВ з ПС Михайлівська (НЕК України).

## Волзька перетворювальна підстанція
Волзька перетворювальна підстанція розташована на греблі Волзької ГЕС landmark 48°49′34″ пн. ш. 44°40′20″ сх. д. / 48.82611° пн. ш. 44.67222° сх. д.. Кожен з полюсів складається з чотирьох послідовно з'єднаних трифазних вентильних мостів, які утворюють два послідовно з'єднаних дванадцятиіпульсних моста. Спочатку всі вентилі схеми були ртутними електронними лампами, розробленими на напругу 100 кВ і максимальний струм 938 А. У 1977 один комплект ртутних вентилів був замінений тиристорним комплектом. Трансформатори Волзької перетворювальної підстанції живляться безпосередньо від генераторів Волзької ГЕС трифазною змінною напругою 14 кВ, за допомогою двох паралельно включених генераторів на один трансформатор. Трансформатори мають крім двох вторинних обмоток, необхідних для реалізації дванадцятипульсного режиму, третю обмотку для електропостачання місцевої енергосистеми з напругою 220 кВ. На перетворювальній станції немає фільтрів вищих гармонік. Необхідна реактивна потужність забезпечується генераторами електростанції.

## Лінія електропередачі

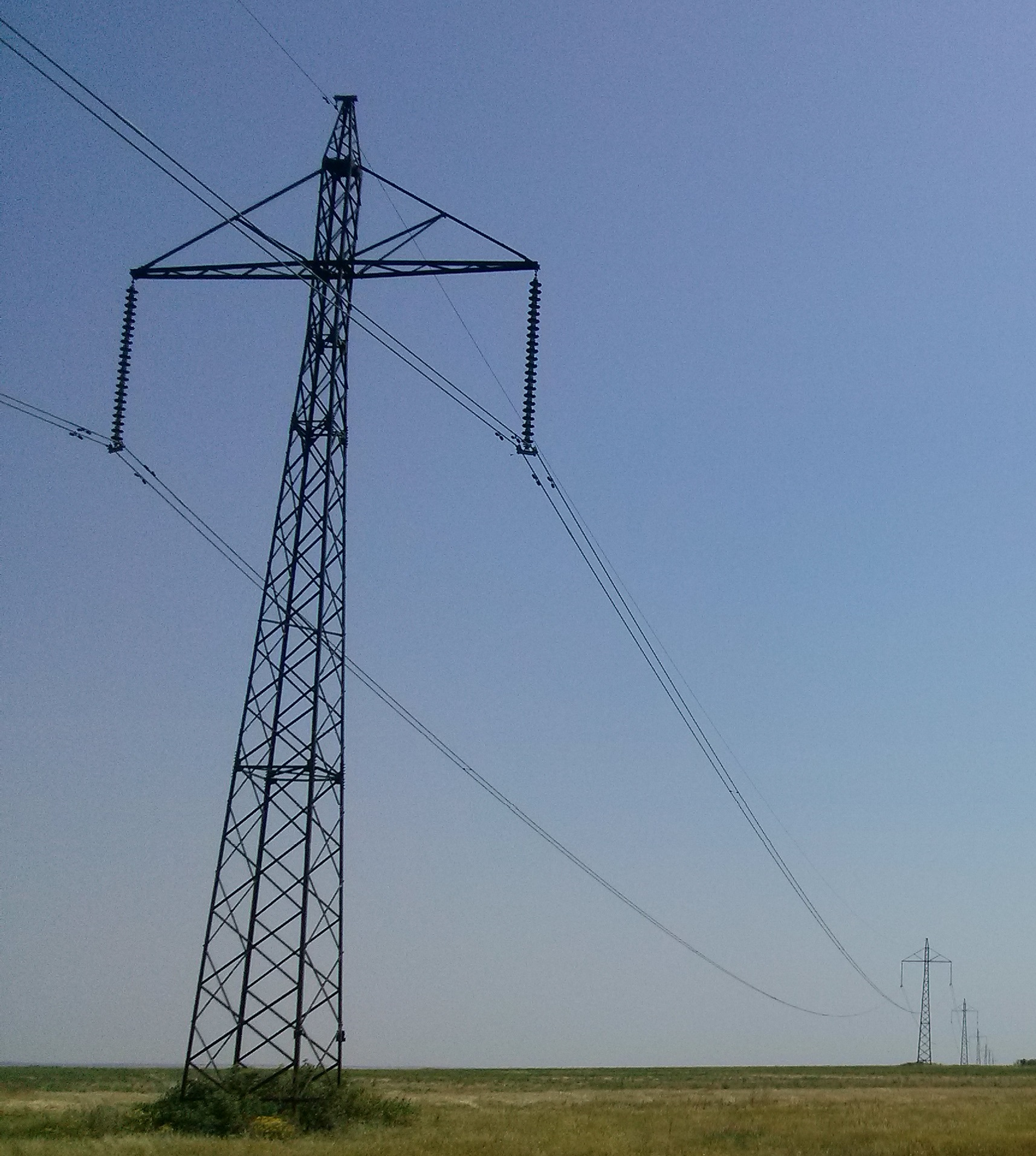
Лінія електропередачі постійного струму (Волгоградська область)

Лінія електропередачі має довжину 475 кілометрів і виконана на всьому своєму протязі у вигляді повітряної лінії. Проміжні опори ліній мають, як і більшість опор, використовуваних для HVDC-ліній, єдину поперечину, яка несе на кожному кінці один провідник на підвісному ізоляторі.

## Михайлівська перетворювальна підстанція
Михайлівська перетворювальна підстанція розташована на північний схід від Первомайська, міста Луганської області України landmark_region: UA 48°39′13″ пн. ш. 38°33′56″ сх. д. / 48.65361° пн. ш. 38.56556° сх. д.. Вона використовує, як і Волзька перетворювальна підстанція, для кожного полюса, чотири послідовно з'єднані трифазні вентильні мости, які утворюють два послідовно з'єднаних дванадцятипульсних моста. Як і на Волзькій підстанції, в 1977 році один комплект ртутних вентилів був замінений тиристорним комплектом. Михайлівська перетворювальна підстанція пов'язана через трансформатори з місцевою енергосистемою з напругою 220 кВ. На підстанції є три фільтра вищих гармонік, кожен реактивною потужністю 132 Мвар.